# 부여 류승춘부부 정려
부여 류승춘부부 정려는 충청남도 부여군 부여읍에 있다. 2008년 12월 15일 부여군의 향토문화유산 제99호로 지정되었다.

## 개요
효자 류승춘과 그의 부인인 경주김씨의 효행을 기리기 위하여 영조 18년(1742)에 참찬(參贊) 유최기(兪崔基)의 연(筵)으로 동시에 부부쌍효정려(夫婦雙孝旌閭)의 특전을 입어 염창리 성안에 세워졌다. 이 정려각은 정면 2칸, 측면 1칸의 규모이며, 사료를 통하여 조성연대(1742년)가 확인되고, 비록 수차례 중수가 있었을 것으로 사료되나, 약 270년 가까이 되는 건축사적 가치를 지니고 있다고 조사되었다.

## 참고 문헌
- 부여 류승춘부부 정려 - 부여군향토문화유적